# Зозуля Юхим Давидович
Юхи́м Дави́дович Зозу́ля (10 (22) грудня 1891, Москва — 3 листопада 1941, Рибінськ) — радянський письменник-прозаїк, журналіст, один з засновників журналу «Огонёк».

## Біографія
Ю. Д. Зозуля народився 10 грудня 1891 року у Москві. Син дрібного службовця. Дитинство пройшло в Лодзі та Одесі. У 1905 році був заарештований у Лодзі за відвідування нелегальних революційних зборів. З 1911 року почав працювати журналістом в Одесі, друкував оповідання про життя робітників, міських низів, став відомим фельєтоністом. До тих часів відносяться перші літератруні досліди — статті з мистецтва, про творчість А. П. Чехова. У 1914 році на запрошення Аркадія Аверченко переїхав до Петрограда, де працював журналістом, друкувався в газетах «Солнце России», «Новый Сатирикон», став відповідальним секретарем журналу «Сатирикон».
У 1919 році переїхав до Москви.
В 1923 році разом з М. Кольцовим заснував журнал «Огонёк» (був упорядником номерів, постійним автором, пізніше організував книжкову серію «Бібліотека „Огонька“»), очолював літературну студію «Огонька». У 1927 році взяв участь у колективному романі «Великі пожежі», опублікованому у журналі.
У 1927–1929 роках було видано його зібрання творів у трьох томах (запланований 4-й том так і не вийшов). Два романи 3озулі, що писалися близько 1930 року, залишилися незавершеними. З 1937 року друкувався мало і тільки в журналах, після арешту та загибелі М. Кольцова був змушений піти з «Огонька».
З початком війни пішов в ополчення рядовим, два місяці служив в артилерії, потім отримав призначення у фронтову газету «На врага». Незабаром був призначений відповідальним секретарем, йому було присвоєне звання інтеданта 3 рангу. Важко захворів і помер у госпіталі в Рибінську, 3 листопада 1941 року. Творчість 3озулі було забуто, його твори не видавалися. Єдине посмертне видання виходило в 1962 році.

## Творчість
Юхим Зозуля — майстер стислої новели, він створив філософсько-фантастичні новели-алегорії, сатиричні казки. Деякі з його творів характеризуються соціалістичною патетикою. Його творчість, особливо на початку, зазнала сильного впливу А. Чехова. Герої творів Ю. Зозулі — «маленькі» люди з різних прошарків суспільства.

### Збірки
1. 1918 — Загибель головного міста (рос. Гибель главного города)
2. 1923 — Оповідання, т. I
3. 1923 — Грамофон століть (рос. Граммофон веков)
4. 1925 — Лімонада (рос. Лимонада)
5. 1925 — Оповідання
6. 1925 — Оповідання про Аку та людство (рос. Рассказ об Аке и человечестве)
7. 1926 — Весняні оповідання (рос. Весенние рассказы)
8. 1927 — Зустрічі (рос. Встречи)
9. 1928 — З Москви на Корсику та назад (рос. Из Москвы на Корсику и обратно)
10. 1928 — По Європі. Цікава дівчинка (рос. По Европе. Интересная девушка)
11. 1928–1929 — Епоха (рос. Эпоха), незавершено
12. 1930 — Збірка новел
13. 1932 — Власність (рос. Собственность), незавершено
14. 1935 — П'ятдесят новел із циклу «Тисяча» (рос. Пятьдесят новелл из цикла «Тысяча»)
15. 1936 — Різні новели (рос. Разные новеллы)
16. 1936 — Моя Москва (рос. Моя Москва)
17. 1962 — Я вдома (рос. Я дома)
18. 1922 (фрагм.) — 1990 (доп.) — Майстерня людей (рос. Мастерская человеков), незавершено

У 2012 вийшла збірка Юхима Зозулі рос. «Мастерская человеков и другие гротескные, фантастические и сатирические произведения. / Составитель и автор предисловия Е. Голубовский, Редактор Ф. Кохрихт, Всемирный клуб одесситов, Одесса: ПЛАСКЕ, 2012. – 456 с.», ISBN 978-966-8692-47-5

## Документальні
1. 1933 — Свіфт (Життя видатних людей, у співавторстві з О. Дейчем)

## Критика та відгуки
|                                                                  | Окрім великої інтуїтивної чуйності, яку дає Зозуля від типової інтелігентської артистичної вдачі, у нього є й інша риса, також присутня такому типу інтелігента: дуже велика щирість. Він не просто пише, що вражений тим чи іншим явищем, він дійсно ним вражений. Він писав свою книжку з великою любов'ю. Це є мовби сповідь його по відношенню до тих знахідок, які йому довелося зробити, і які склали дорогоцінність його внутрішнього світуОригінальний текст (рос.) Кроме большой интуитивной чуткости, которую дает Зозуля от типичной интеллигентной артистической натуры, у него есть и другая черта, тоже присущая этому типу интеллигента: очень большая искренность. Он не просто пишет, что потрясен тем или другим явлением, он действительно им потрясен. Он писал свою книжку с большой любовью. Это есть как бы исповедь его в отношении находок, которые ему довелось сделать, и которые составили драгоценность его внутреннего мира |
| — А. Луначарський, Передмова до книги Ю.Зозулі «Зустрічі» (1927) | |

|              | Постать Юхима Зозулі досі є для читачів трохи загадковою. Користуючись великою популярністю серед читачів, автор цей не вважається, однак, дійсно розшифрованим критиками...Оригінальний текст (рос.) Облик писателя Ефима Зозули до сих пор является для читателей несколько загадочным. Пользуясь большой популярностью в читательских кругах, автор этот не считается, однако, совершенно расшифрованным критиками… |
| — М. Кольцов | |

|                   | Нещодавно я зустрів ім'я Юхима Зозулі у паризькому місячнику «Europe», поряд з іменами Ромена Роллана, Жоржа Дюамеля, Люка Дюртена, Стефана Цвейга та інших європейських знаменитостей. І я порадів за російського фельєтоніста, який виріс до публікації своїх фантазій у найкращому європейському журналіОригінальний текст (рос.) Недавно я встретил имя Ефима Зозули в парижском ежемесячнике «Europe» рядом с именами Ромена Роллана, Жоржа Дюамеля, Люка Дюртена, Стефана Цвейга и других европейских знаменитостей. И я порадовался за российского фельетониста, выросшего до публикации своих фантазий и наблюдений в лучшем европейском журнале |
| — Леонід Гроссман | |

|                   | Незабаром після більшовицького перевороту Зозуля почав писати злободенні оповідання, надаючи їм фантастичної або гротексно-абстрактної форми, наприклад, «Оповідання про Аку та людство» (1919). Літературно перебільшене зіткнення з «червоним терором» передбачає деякі елементи роману Є.Замятіна «Ми»Оригінальний текст (рос.) Вскоре после большевистского переворота Зозуля стал писать злободневные рассказы, придавая им фантастическую либо гротескно-отвлеченную форму, например, «Рассказ об Аке и человечестве» (1919). Литературно преувеличенное столкновение с «красным террором» предвосхищает некоторые элементы романа Е. Замятина «Мы». |
| — Вольфганг Казак | |

|                   | Зозуля — великий майстер психологічного оповідання, його творчість спочатку розвивалася у традиції А.Чехова. Його увагу привертають відносини між людьми та події повсякденного міського життя, які письменник начебто розглядає в мікроскоп, збільшуючи деякі подробиці, а іноді роблячи сатиричні узагальнення. Зозуля відзначався дивовижною спостережливістю, яка допомагала йому відкривати типові риси та явища у життєвих випадковостяхОригінальний текст (рос.) 3озуля — большой мастер психологического рассказа, его творчество вначале развивалось в традиции А. Чехова. Его внимание привлекают отношения между людьми и события повседневной городской жизни, которые писатель как бы рассматривает в микроскоп, увеличивая некоторые частности, а иногда делая сатирические обобщения. 3озуля обладал удивительной наблюдательностью, помогавшей ему открывать типичные черты и явления в случайностях жизни. |
| — Вольфганг Казак | |